# Perlstar

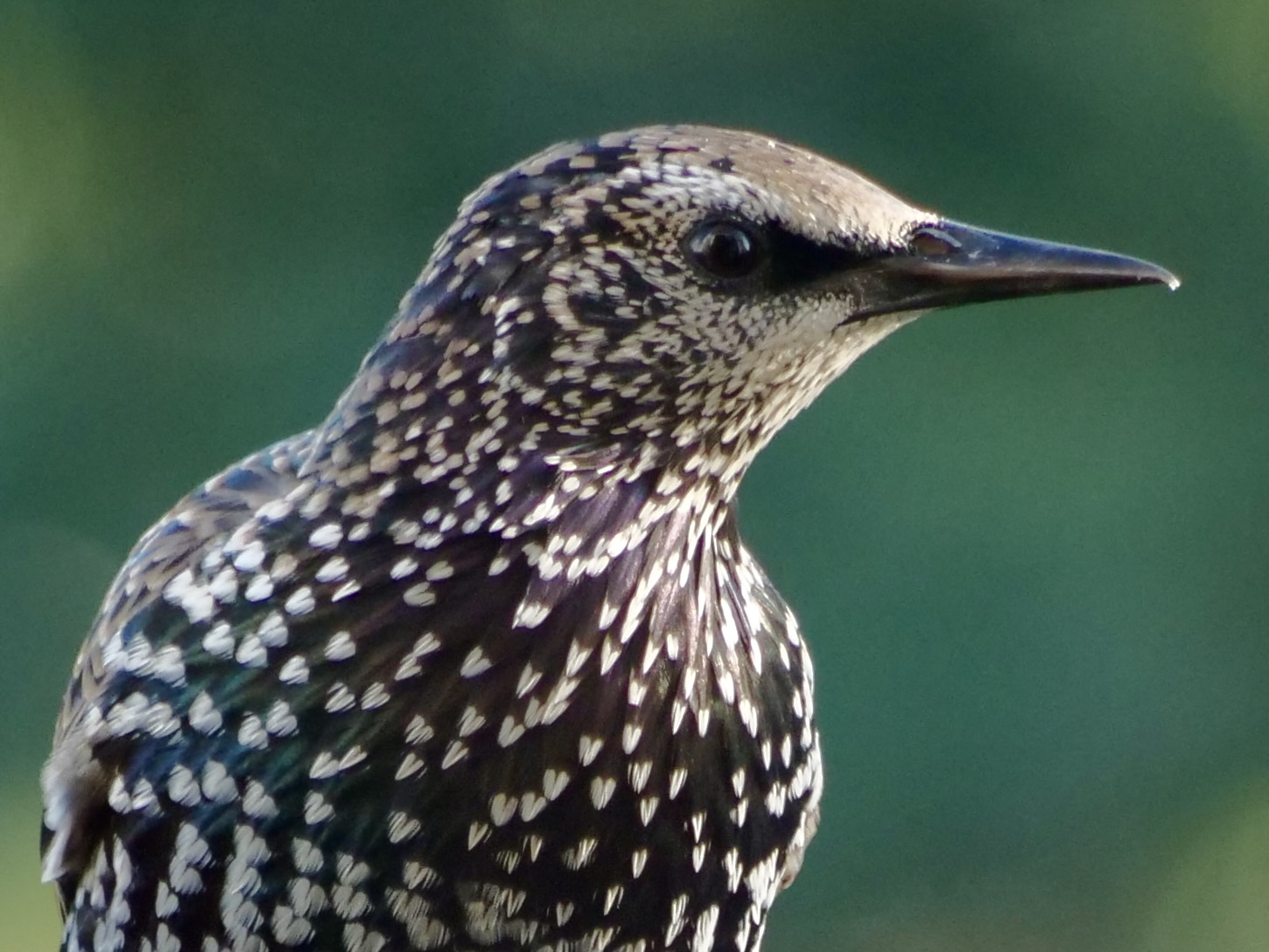
Die weißen Federspitzen bilden das Perlkleid des Stars (Sturnus vulgaris)

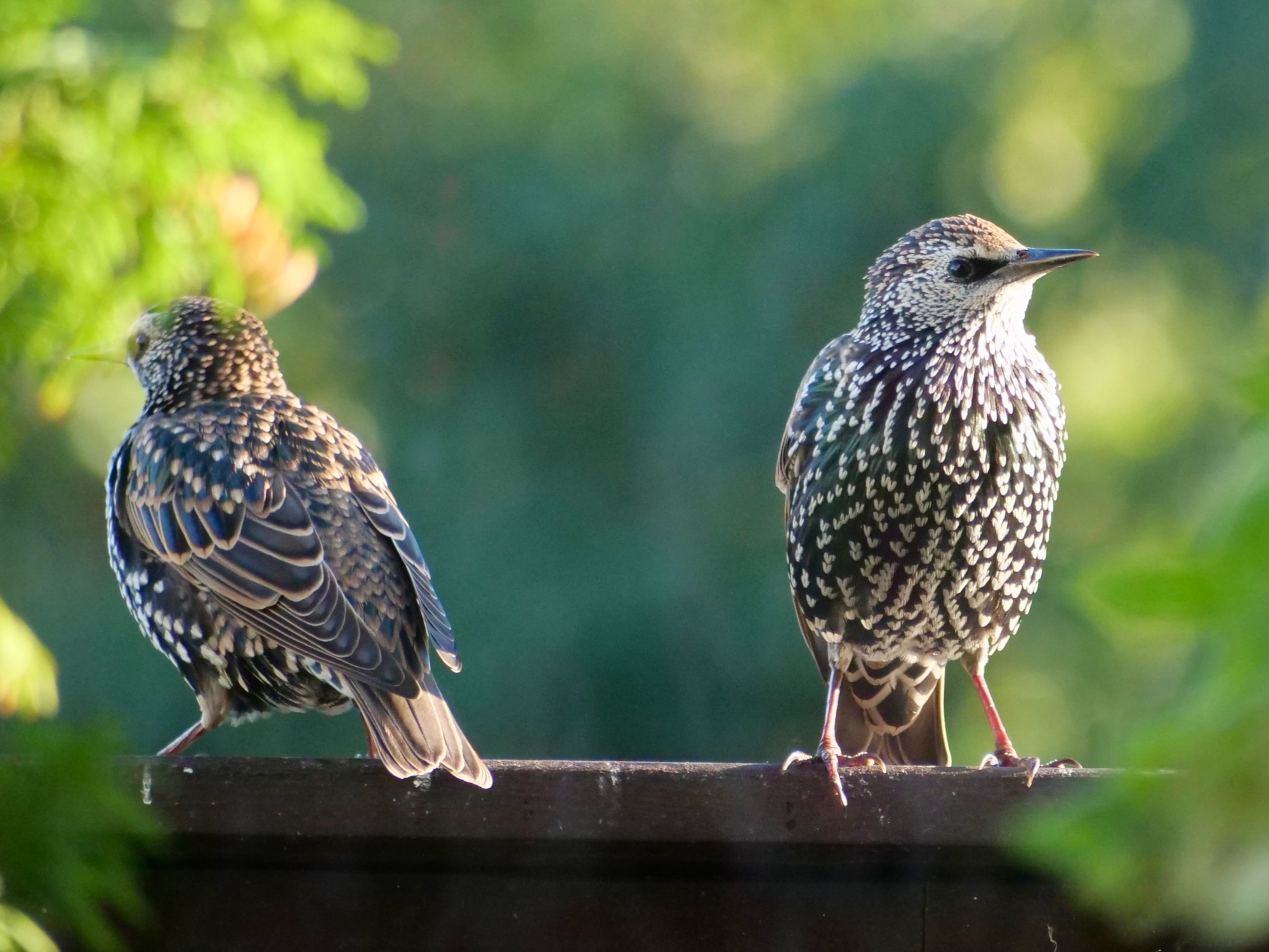
Junge Perlstare, Brust und Bauch sind stärker punktiert als der Rücken

Perlstar ist ein Begriff aus der Vogelkunde. Er bezeichnet keine eigene Vogelart, sondern den Star (Sturnus vulgaris) in seinem hell gepunkteten und in der Grundfarbe dunklen Federkleid. Dieses erscheint am Ende des Sommers und ist im Herbst besonders kontrastreich. Im Verlauf des Frühjahrs verliert sich die Musterung mehr oder minder stark. Das saisonal gebildete, auffällige Perlkleid oder Perlenkleid der europäischen Stare erinnert als Begriff und äußerlich an das Gefieder von afrikanischen Perlhühnern.

## Erscheinungsbild
Im Herbst wirkt das dunkle Federkleid des Stars wie mit Perlen besetzt. Es entsteht im Verlauf des Spätsommers als Folge des Federwechsels, also durch die Mauser, und ist – trotz seines auffälligen Musters – das sogenannte Schlichtkleid oder Ruhekleid dieser Vogelart. Beide Geschlechter sind ab September insbesondere auf der Körperunterseite, also an Brust und Bauch, mit weiß-gelblichen Punkten geschmückt. Sowohl junge als auch ältere Vögel bilden dieses Kleid alljährlich erneut aus.
Das Perlenmuster ist bei jungen Vögeln besonders kontrastreich. Bei den diesjährigen Stärlingen ist der Kopfbereich oft noch grau-braun gefärbt und entspricht dem matten Farbton ihres unauffälligen Jugendkleids. Das gepunktete Gefieder des Perlstars wird auch als „weißgetropft“ bezeichnet. Der Begründer der deutschen Ornithologie Johann F. Naumann sprach anatomisch korrekt von „weißen Spitzenflecken“ und beschrieb die Jungvögel so: Sie „… haben so viele und so große weisse Spitzenflecke, dass sie von Ferne in die Augen leuchten.“
In Die Vögel Mitteleuropas, dem Pionierwerk über die ontogenetischen Entwicklungsstufen der mitteleuropäischen Vogelarten, merken Oskar und Magdalena Heinroth in den 1920er Jahren an, dass insbesondere im Vogelhandel der Name „Perlstar“ gebräuchlich sei.

## Entstehung und Timing
Die Entstehung des „Perlschmucks“ beruht – wie der vollständige Gefiederwechsel (Vollmauser) – auf einem Timing, bei dem die genetisch fixierte Jahresperiodik (circannualer Rhythmus), der jahreszeitliche Wechsel der Lichtverhältnisse (Tageslänge) und mehrere hormonelle Veränderungen zusammenspielen. Experimente von Eberhard Gwinner haben belegt, wie der Faktor Licht im Sinne eines Zeitgebers den Beginn der Mauser von Staren beeinflusst. Bekannt ist außerdem, dass das Schilddrüsenhormon Thyroxin das Gefiederwachstum stimuliert, während bestimmte Geschlechtshormone die Mauser hemmen können.
Der biologische Nutzen des weiß gepunkteten Perlenkleids ist nicht abschließend untersucht. Es bedeutet jedoch, dass der Star gewissermaßen zwei verschiedene Kleider hat, Schlichtkleid und Prachtkleid beziehungsweise Brutkleid, ohne einen erneuten, energieaufwendigen Federwechsel zu durchlaufen. Denn wenn die weißen Federspitzen im Laufe von Monaten zunehmend unauffällig werden, ändert sich dadurch das Erscheinungsbild des Stars. Bei vielen anderen Vogelarten wird zumindest ein Teil des Gefieders vor der Fortpflanzungszeit ausgetauscht oder durch besondere Federn ergänzt, um die sexuelle Attraktivität zu erhöhen.

## Perlstare, Glanzstare und Perlhühner

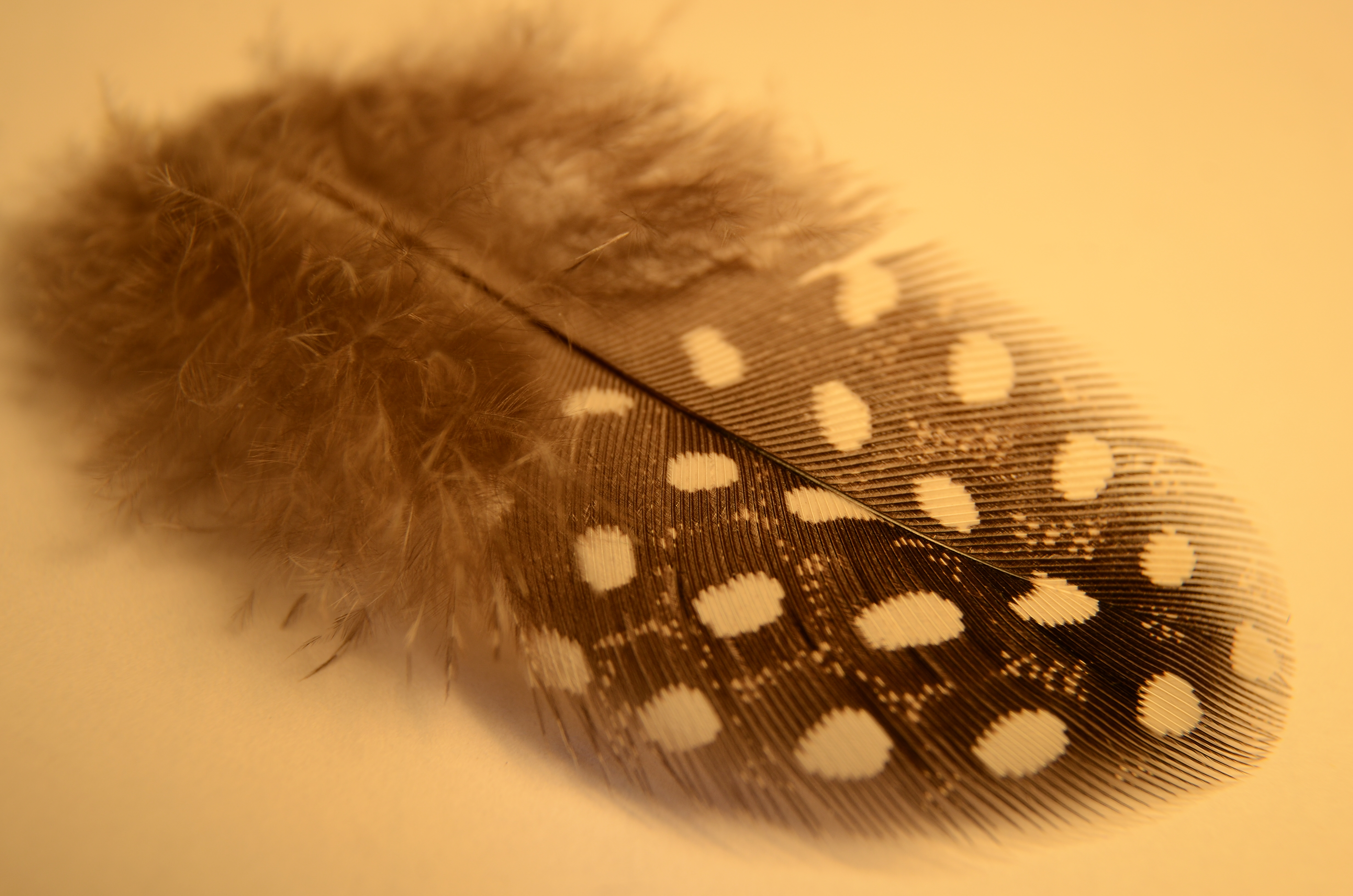
Gepunktete Feder eines Perlhuhns

Die kontrastreiche Musterung des Perlstars rührt daher, dass die bei der Mauser neugebildeten, dunklen Federn anfangs sehr helle Spitzen haben. Diese sind vergleichsweise zart und werden besonders strapaziert. Sie brechen beziehungsweise stoßen sich mit der Zeit ab. Vor allem bei männlichen Vögeln ist das Perlenmuster im Frühjahr daher weitgehend verschwunden. Dadurch kommt ihr metallisch schillerndes Prachtkleid, dessen Federn nicht frisch gebildet werden, nun deutlich zum Vorschein.
Diese fast schwarzen, grün-violett schimmernden Stare werden umgangssprachlich auch als Glanzstare bezeichnet. Das kann allerdings zu Verwechselungen mit der biologischen Gattung der Eigentlichen Glanzstare führen, die südlich der Sahara verbreitet sind. Während Perlstare im Herbst und auch noch in den Wintermonaten einen sehr dunklen Schnabel haben, ist der Starenschnabel zu Beginn der Fortpflanzungszeit im zeitigen Frühjahr intensiv gelb gefärbt. Dies ist ein Effekt des Sexualhormons Testosteron.
Bei afrikanischen Perlhühnern wie dem Helmperlhuhn (Numida meleagris) haben die einzelnen Federn das ganze Jahr über helle rundliche Flecken, nicht nur saisonal. Ihr Gefieder zeigt keine so deutlichen Veränderungen im Jahreslauf wie das des europäischen Stars.